# المطري
المطري: هو محمد بن أحمد بن محمد بن خلف الانصاري الخزرجي السعدي المدني. (693- 741هـ) المعروف جمال الدين المطري، فاضل عارف في علم الحديث والفقه نسبه إلى المطري بمصر وهو من أهل المدينة المنورة 

## مؤلفاته
- التعريف بما آنست دار الهجرة من معالم دار الهجرة.